# Maison des Consuls (Périgueux)
Pour les articles homonymes, voir Maison des Consuls.
La maison des Consuls est un édifice français implanté à Périgueux dans le département de la Dordogne, en région Nouvelle-Aquitaine. Il a été édifié au XVe siècle.

## Présentation
La maison des Consuls (parfois dénommée maison Cayla) se situe en Périgord, au centre du département de la Dordogne, dans le secteur sauvegardé du centre-ville de Périgueux, en rive droite de l'Isle. C'est une propriété privée sise 16  boulevard Georges-Saumande.
Comprise entre la maison Lambert et l'Hôtel Salleton, elle fait partie de l'ensemble dit des maisons des Quais.

## Histoire

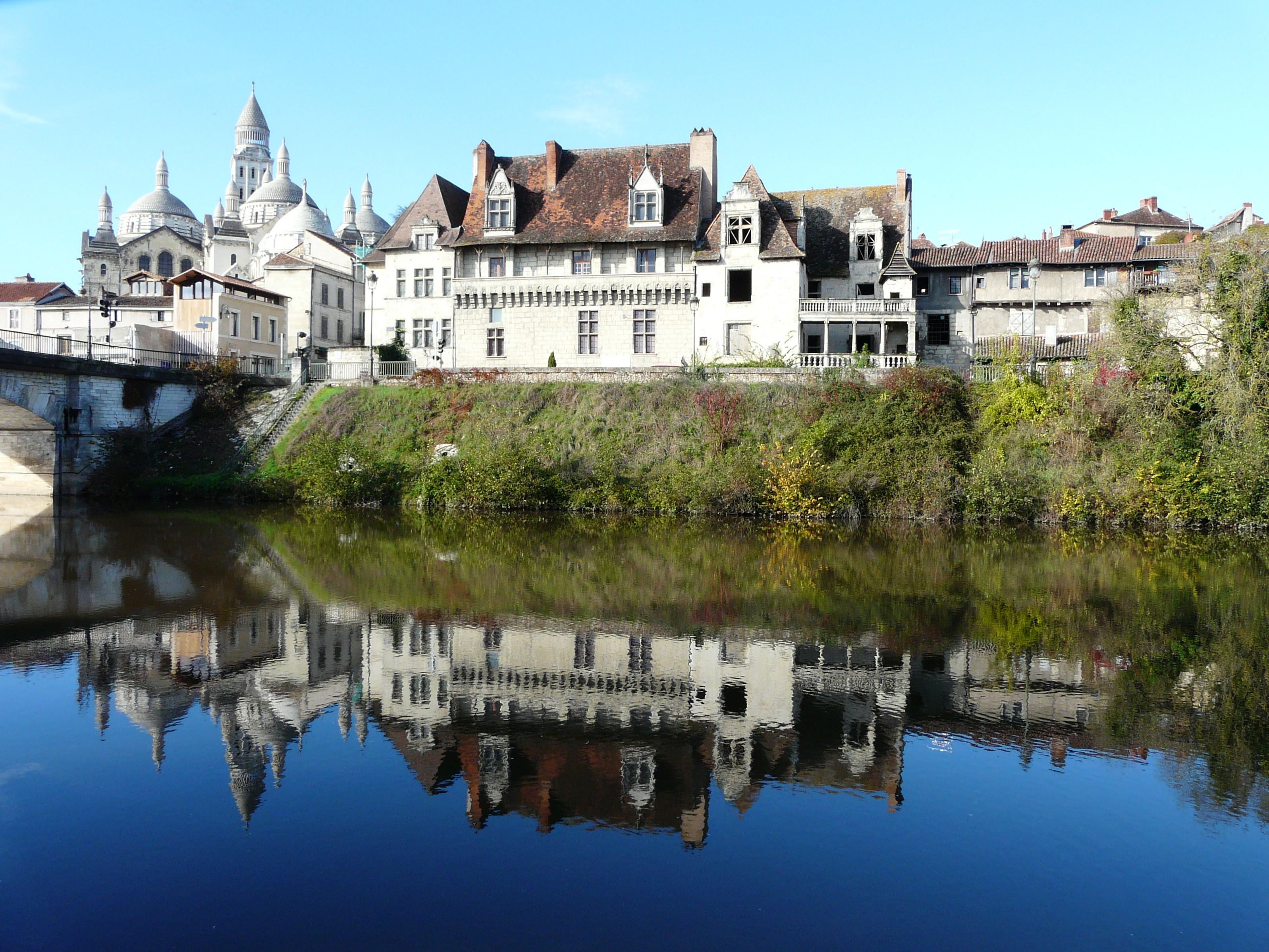
Les maisons des Quais, au bord de l'Isle.

La construction de la maison des Consuls remonte au XVe siècle.
Malgré son nom, elle n'a jamais été le siège du Consulat de la ville qui se trouvait place du Coderc.
Son accès pouvait s'effectuer directement depuis l'Isle jusqu'aux années 1860 qui ont vu l'édification de la route impériale 21 de Paris à Barèges (actuel boulevard Georges-Saumande).
Elle a successivement appartenu à la famille du Lau de la Côte puis aux Cayla. La maison appartenait avant la Révolution à la famille de Fayolle.
En 1889, elle est classée au titre des monuments historiques.
En accord avec la direction régionale des Affaires culturelles (DRAC) d'Aquitaine, des travaux ont commencé en novembre 2014 pour aménager cette demeure en onze logements de standing (appartements côté rivière, et studios à l'arrière du bâtiment),, pour une mise en service sur le marché locatif en octobre 2016.

## Architecture
Côté rivière, la façade de style gothique flamboyant présente des mâchicoulis décorés surmontés d'un chemin de ronde, des fenêtres à meneaux et deux lucarnes, dont une est ornée de chimères.
À l'arrière, des mâchicoulis qui prolongent ceux de l'hôtel Salleton surplombent la rue du Port-de-Graule, une étroite ruelle où se trouve la cour qui donne accès à une tour hexagonale dans laquelle se loge un escalier à vis.

## Galerie de photos

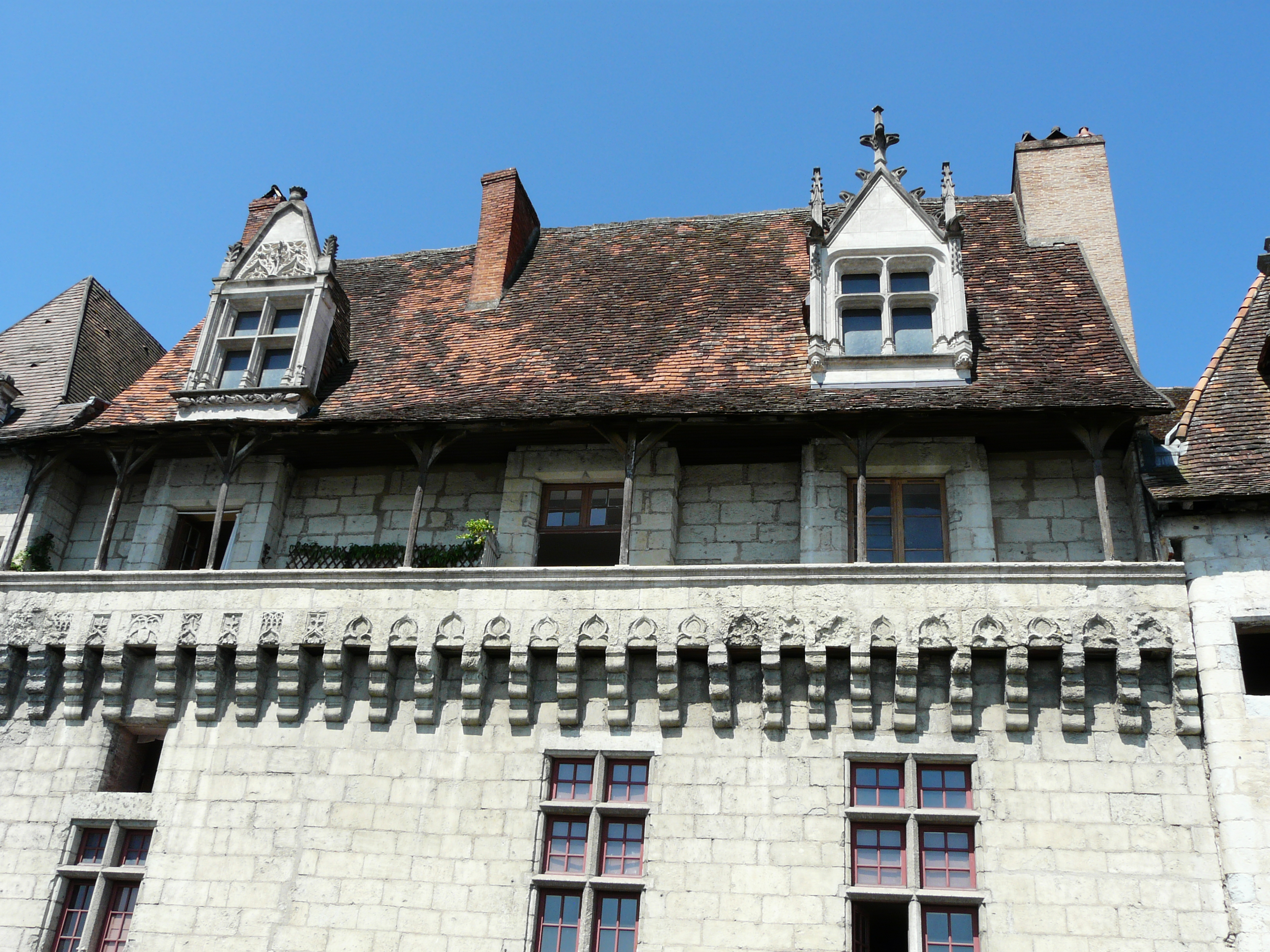
La façade, boulevard Georges Saumande.
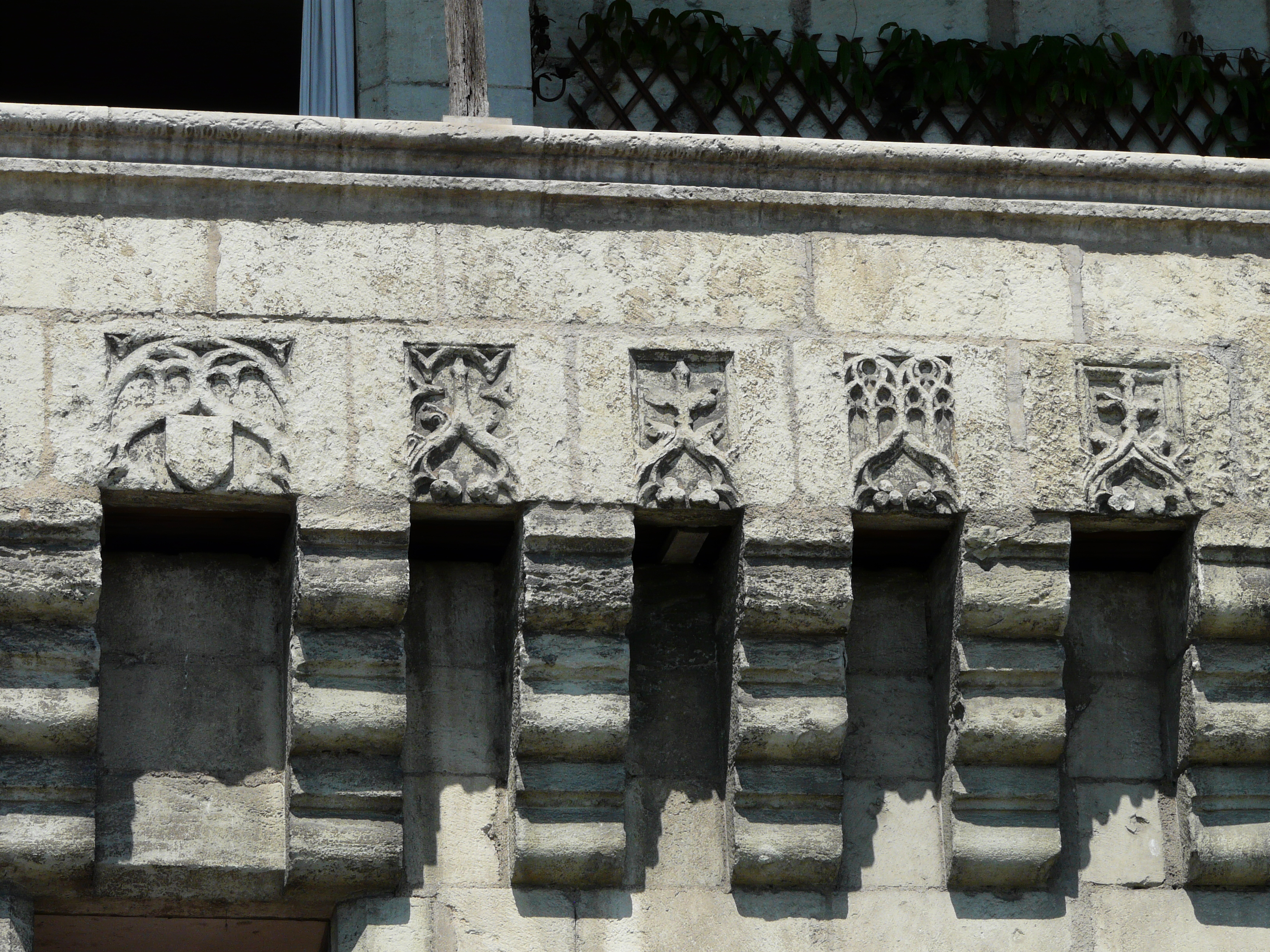
Détail des mâchicoulis, boulevard Georges Saumande.
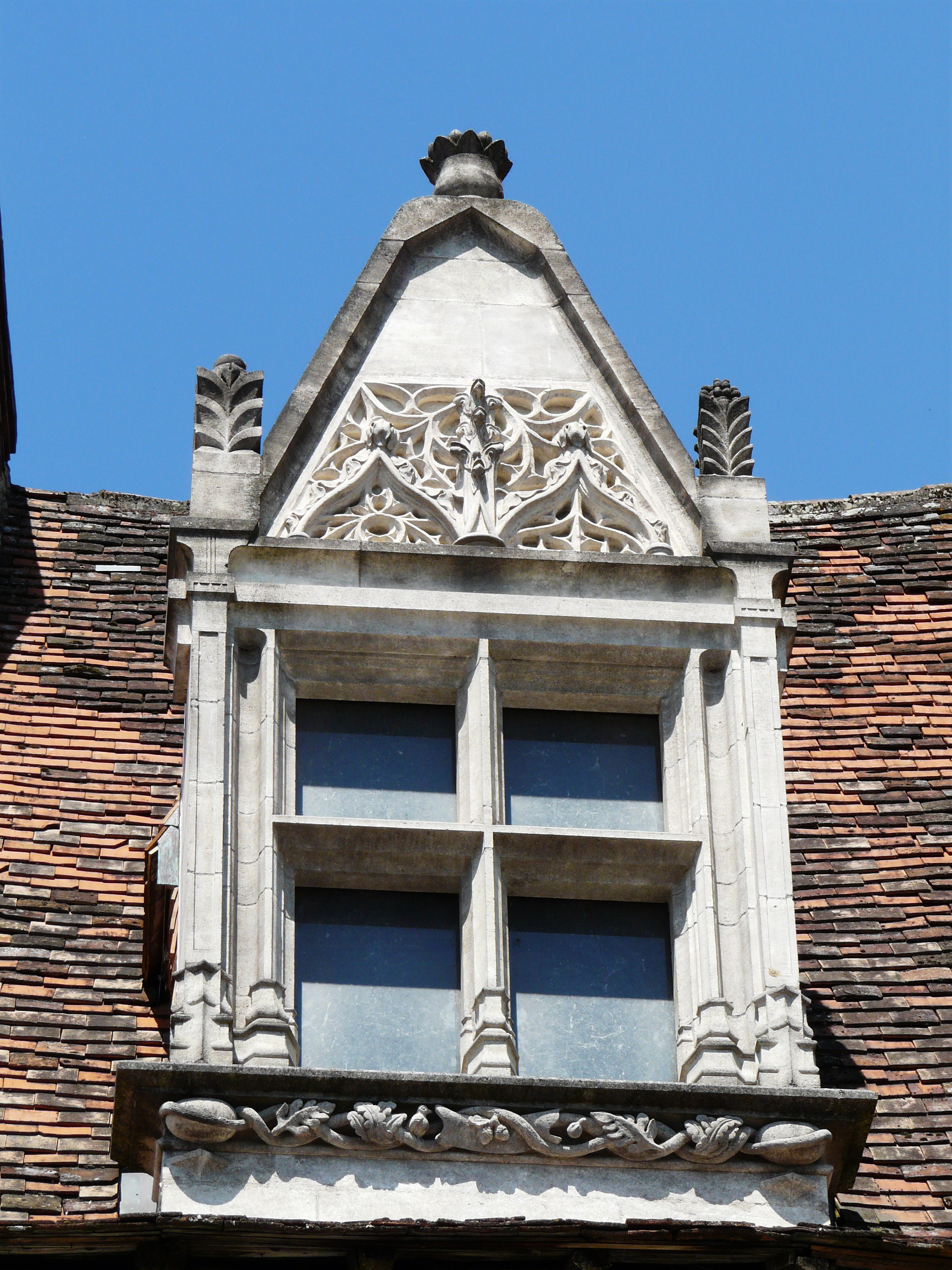
Lucarne.
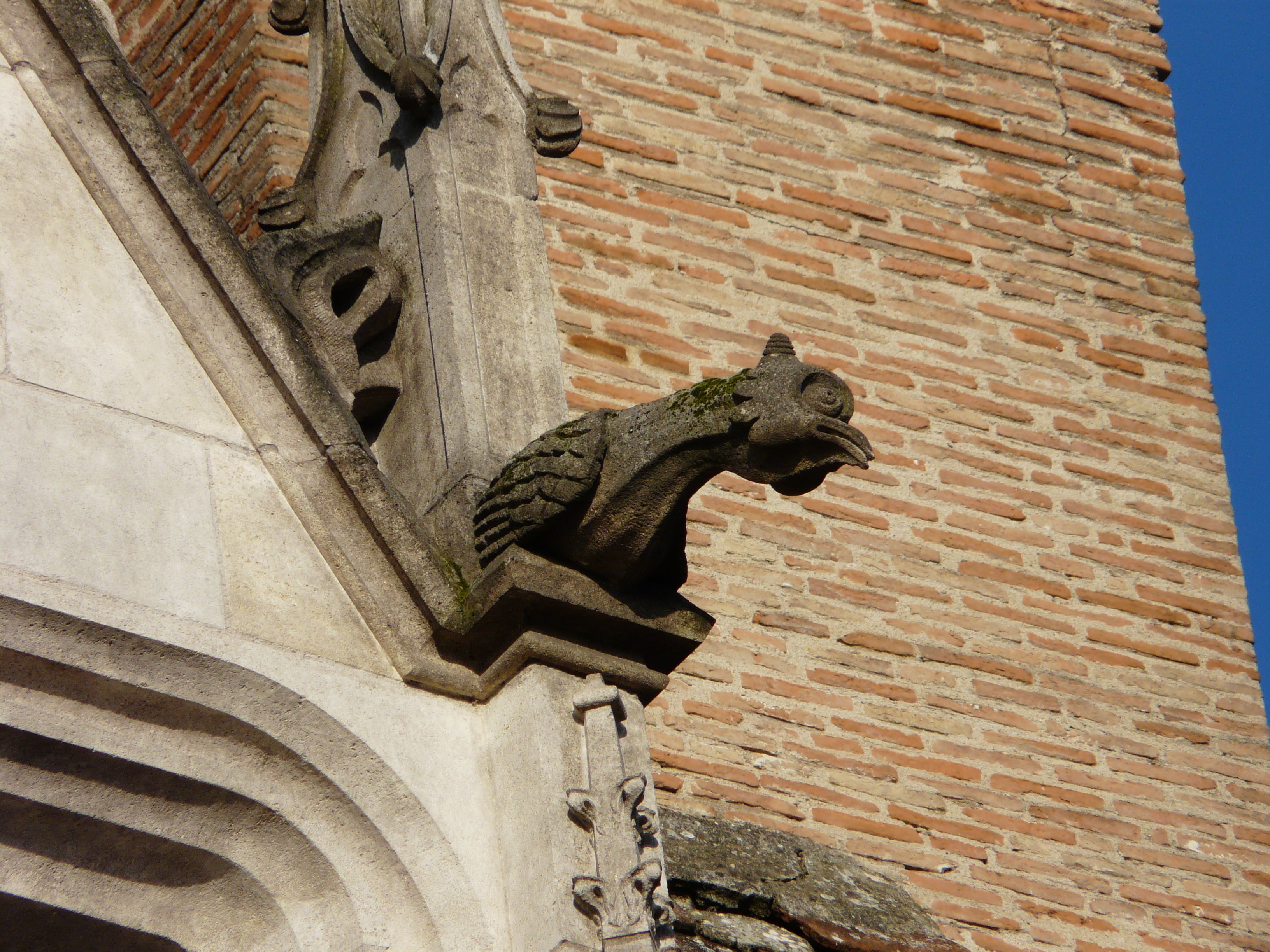
Chimère ornant une lucarne.
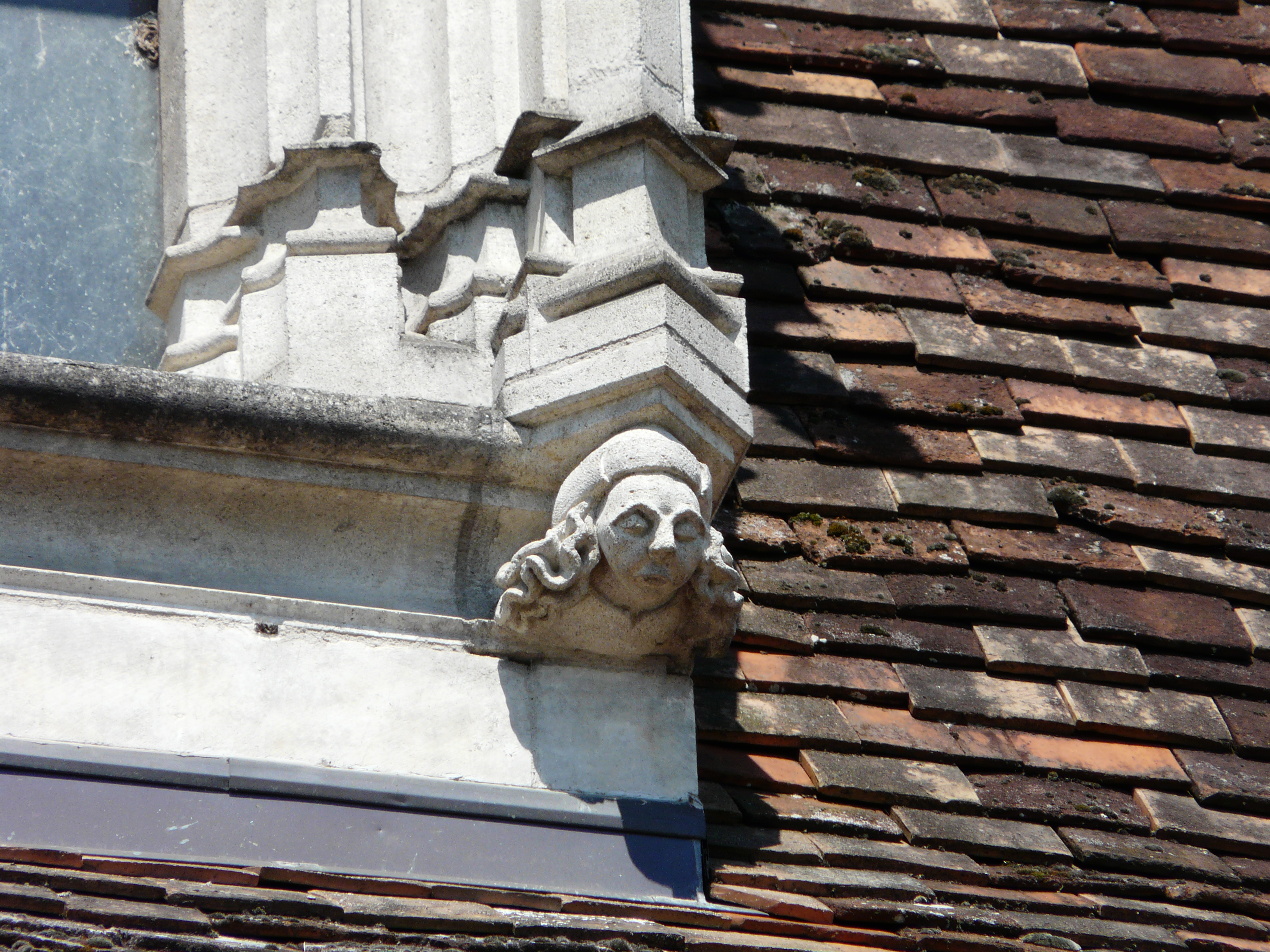
Tête sculptée ornant une lucarne.
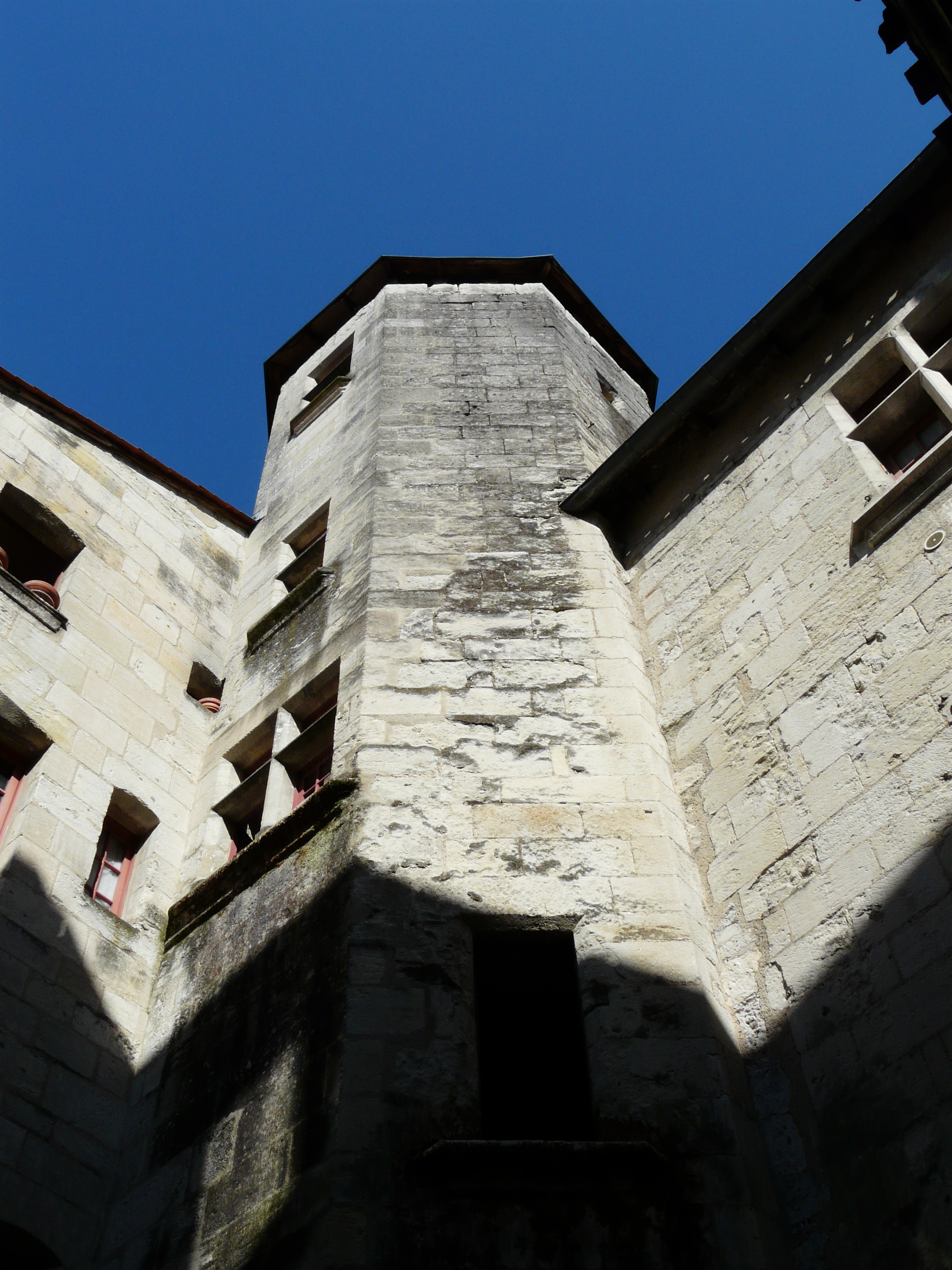
La tour hexagonale dans la cour.
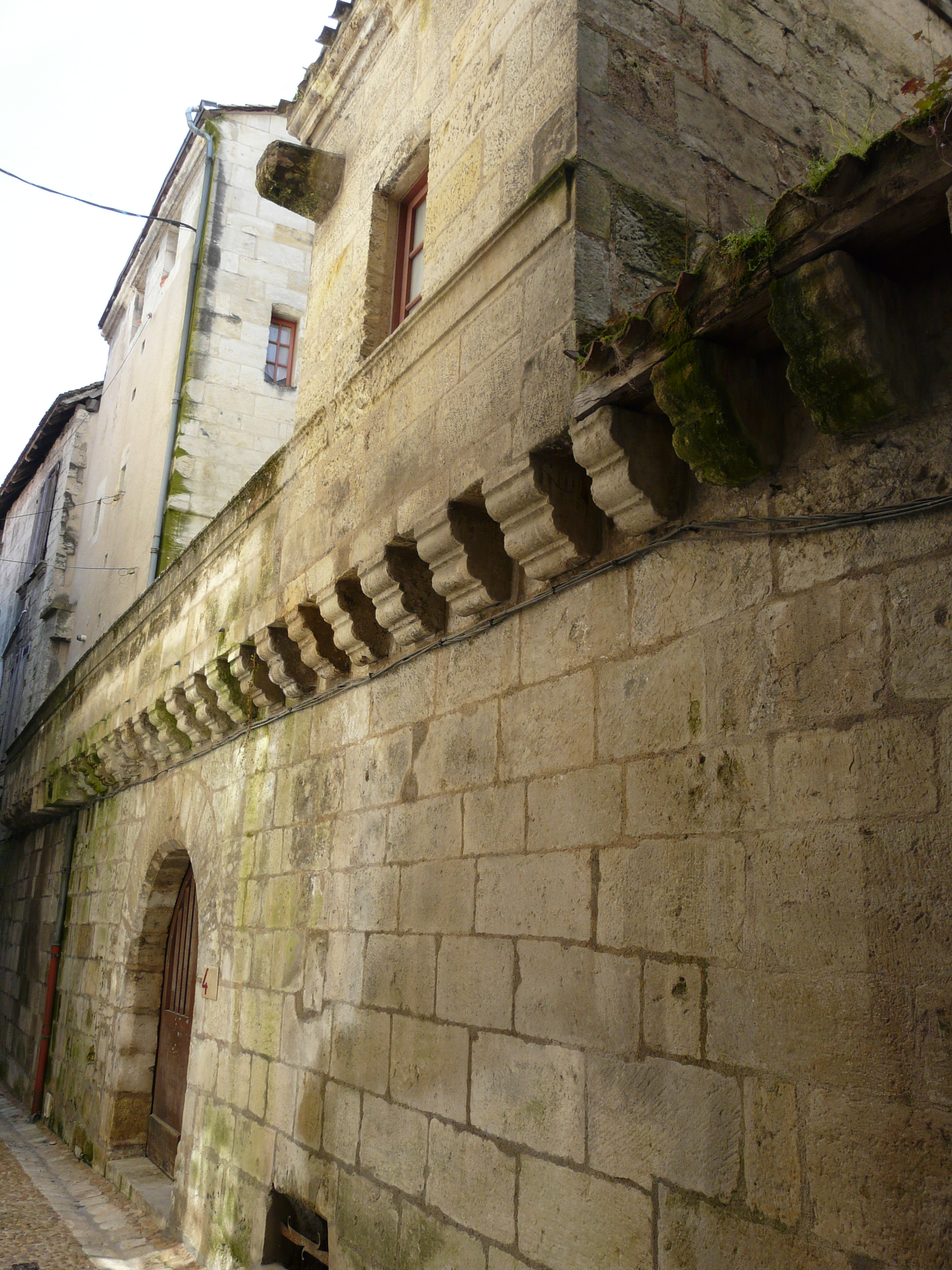
Les mâchicoulis, rue du Port-de-Graule.
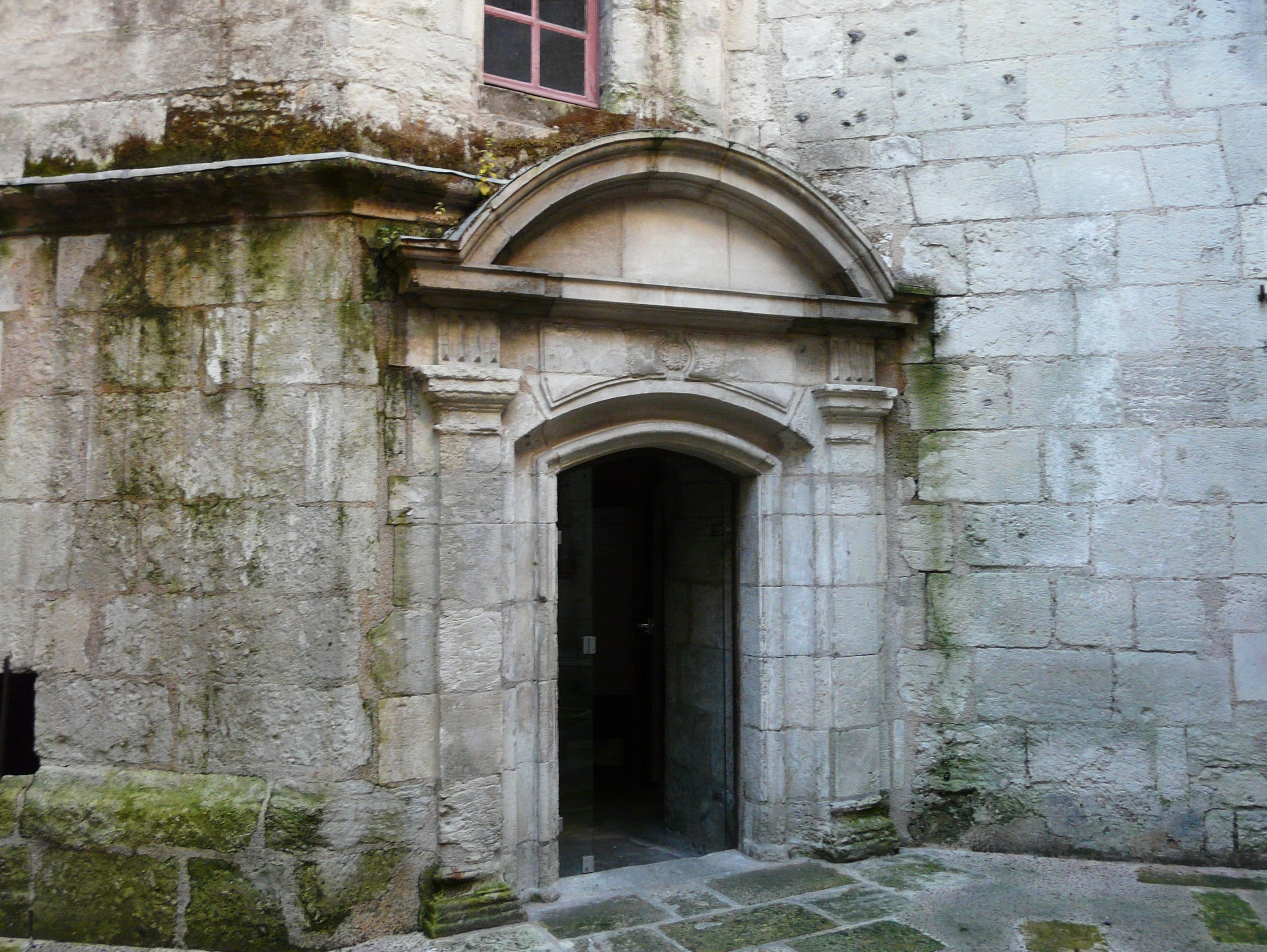
L'entrée, à l'arrière de la maison des Consuls.